# بلقاء سنبلية
ملالوكا سنبلية (الاسم العلمي:Melaleuca spicigera) هي نوع من النباتات تتبع جنس الملالوكا من فصيلة الآسية. تم وصف هذا النوع من النبات علمياً لأول مرة من قبل سبنسر لي مارشنت مور سنة 1902.